# Carl Andreas Dahlström
Carl Andreas (eller Anders) Dahlström, född 22 oktober 1806 i Stockholm, död där 9 september 1869, var en svensk batalj- och landskapsmålare, litograf och illustratör. Signatur: CAD.

## Biografi
Dahlström var son till sockerbruksägaren Karl Fredrik Dahlström och Karolina Hellman. Han studerade vid Konstakademiens principalskola 1817 och tjänstgjorde som underofficer vid Svea artilleriregemente på 1820-talet. Efter en studieresa till Italien 1828–1830 fortsatte han en tid studierna vid Konstakademien i Stockholm. 
I början av 1830-talet ställde Dahlström ut avbildningar av svenska landskap och studier med motiv ur folklivet och bidrog därigenom till intresset för folklivsskildringar. För Karl XIV Johan utförde han ett antal bataljmålningar, bland annat Övergången över Rhen. 
Främst kom han dock att ägna sig åt teckningar för litografiska planschverk, med bland annat historiska motiv från olika tider, folklivsbilder och Stockholmsskildringar. Bland mer kända verk märks Taflor ur Fredmans epistlar och sånger och Svenska folkets seder, bruk och klädedrägter. Dahlström finns representerad vid bland annat Göteborgs konstmuseum och Nationalmuseum i Stockholm, Norrköpings konstmuseum och Uppsala universitetsbibliotek.

## Verk

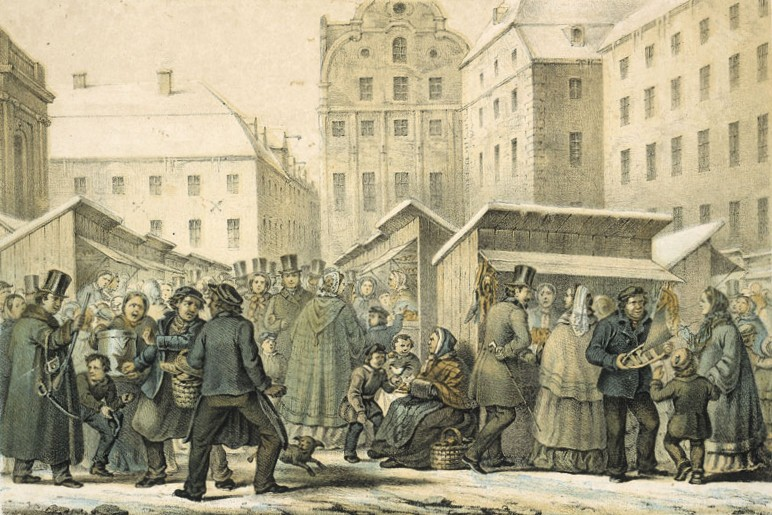
Julmarknaden på Stortorget i Gamla stan. 1859
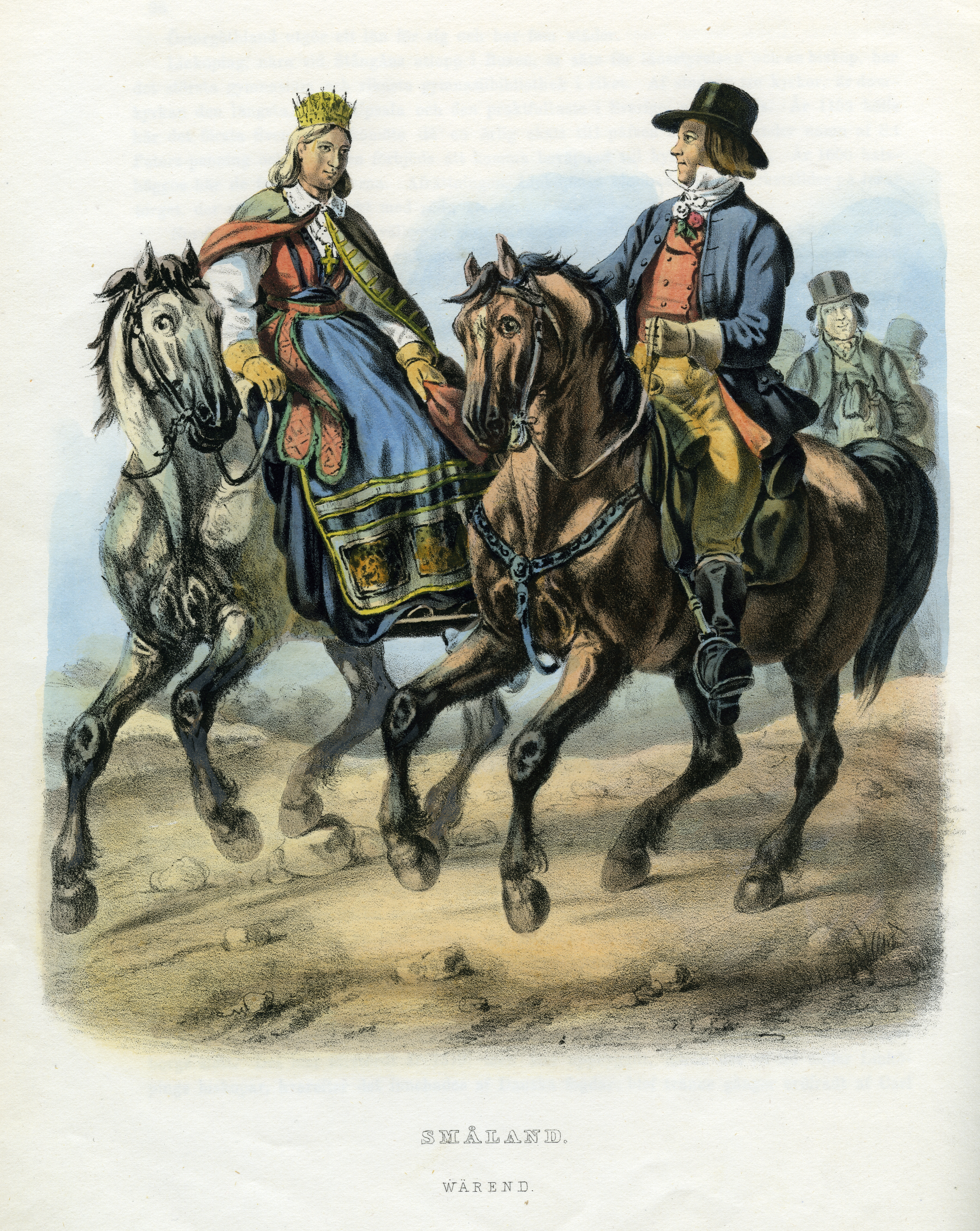
Folkdräkter från Värend i Småland. Plansch ur: Svenska folkets seder, bruk och klädedrägter. 1863.
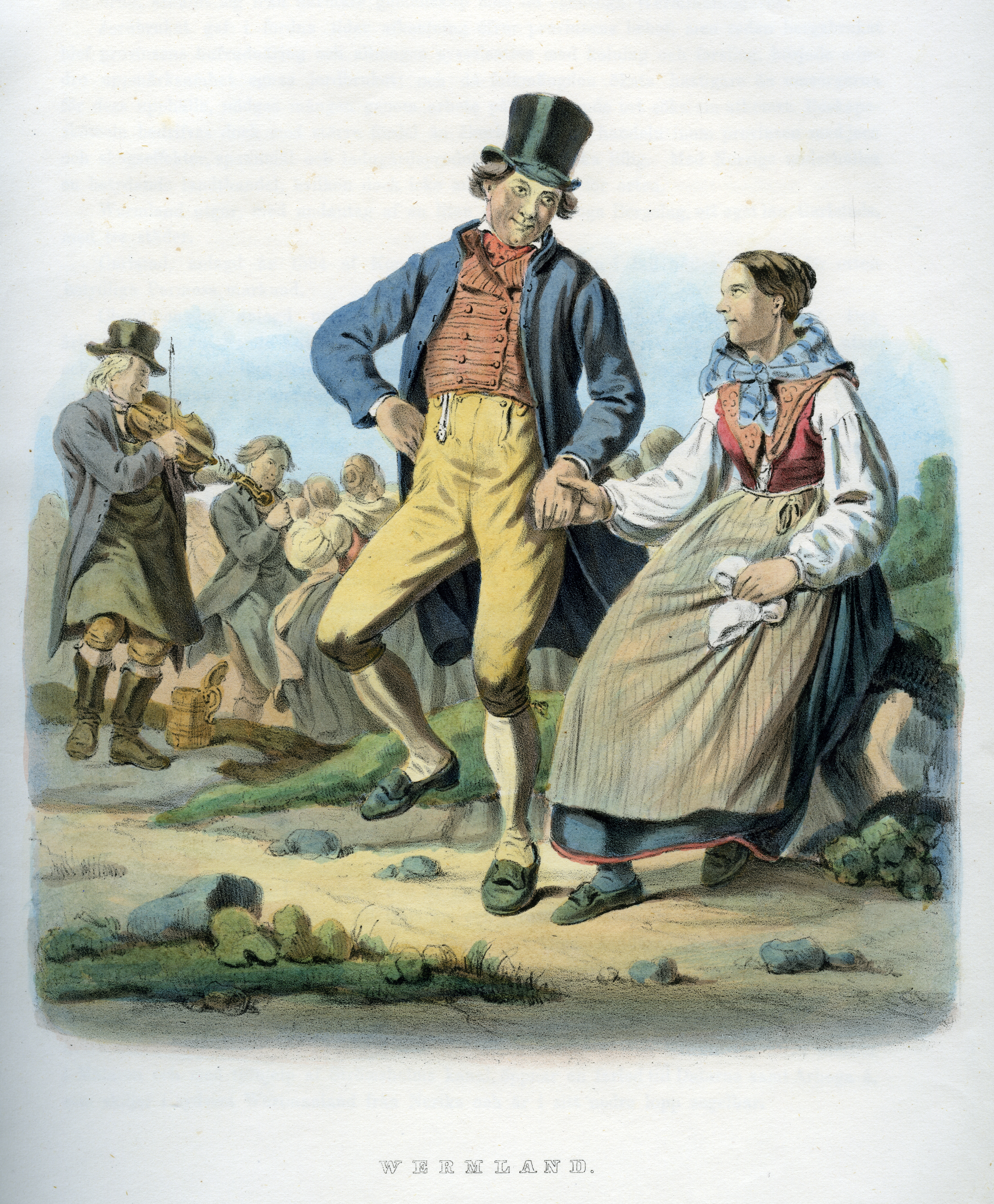
Folkdräkter från Värmland. Plansch ur: Svenska folkets seder, bruk och klädedrägter. 1863.
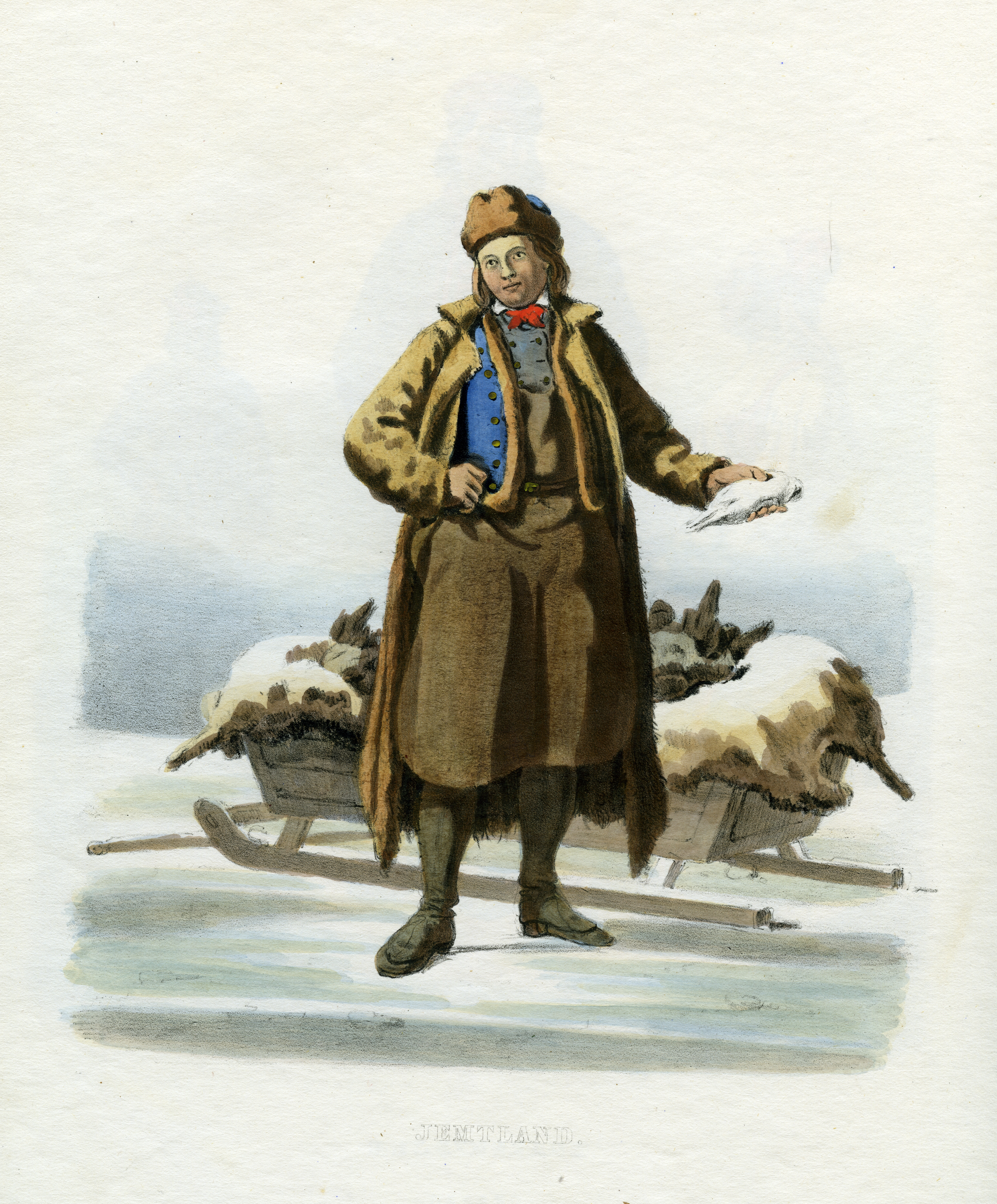
Folkdräkt från Jämtland. Plansch ur: Svenska folkets seder, bruk och klädedrägter. 1863.